# Oceania Federation of American Football
La Fédération d'Océanie de football américain (IFAF) est l'organe directeur du football américain en Océanie. C'est un membre de la Fédération internationale de football américain. Le siège de l'IFAF est situé en Australie.

## Membres

### Membres actuels
- Australie[1]
- Nouvelle-Zélande[2]
- Samoa Américains[3]
- Tonga[4]

### Membres associés
- Guam[5]
- Tahiti[6]

## Comité Exécutive
| N° | Président    | Période         |
| -- | ------------ | --------------- |
| 1  | Michael Ryan | 2012 - en cours |

| N° | Vice-Président | Période         |
| -- | -------------- | --------------- |
| 1  | Mervyn Hurley  | 2012 - en cours |

## Compétition en Océanie
Oceania Bowl
| Date | Pays Hôte | Finale    | Finale  | Finale           |
| Date | Pays Hôte | Champion  | Score   | Finaliste        |
| ---- | --------- | --------- | ------- | ---------------- |
| 2003 | Australie | Australie | 08 - 00 | Nouvelle-Zélande |
| 2005 | Australie | Australie | 47 - 02 | Nouvelle-Zélande |

Junior Oceania Bowl
| Date | Pays Hôte | Finale           | Finale  | Finale           |
| Date | Pays Hôte | Champion         | Score   | Finaliste        |
| ---- | --------- | ---------------- | ------- | ---------------- |
| 2012 | Australie | Samoa Américains | 93 - 07 | Australie        |
| 2015 | Australie | Australie        | 13 - 07 | Nouvelle-Zélande |
| 2016 | Australie | Australie        | 00 - 00 | Nouvelle-Zélande |

Festival Tahitien de Football Américain 2016,
| \| Place \| Équipe \| Pts \| J \| V \| N \| D \| Buts + \| Buts - \| Diff. \| \| ----- \| ---------------- \| --- \| - \| - \| - \| - \| ------ \| ------ \| ----- \| \| 1er \| Australie \| 6 \| 2 \| 2 \| 0 \| 0 \| 122 \| 20 \| +102 \| \| 2e \| Samoa Américains \| 3 \| 2 \| 1 \| 0 \| 1 \| 66 \| 52 \| +14 \| \| 3e \| Tahiti \| 0 \| 2 \| 0 \| 0 \| 2 \| 18 \| 134 \| -116 \| | Pirae : Tahiti 12 - 52 Samoa Américains Pirae : Tahiti 06 - 82 Australie Pirae : Australie 40 - 14 Samoa Américains |     |   |   |   |   |        |        |       |
| Place | Équipe | Pts | J | V | N | D | Buts + | Buts - | Diff. |
| 1er | Australie | 6   | 2 | 2 | 0 | 0 | 122    | 20     | +102  |
| 2e | Samoa Américains | 3   | 2 | 1 | 0 | 1 | 66     | 52     | +14   |
| 3e | Tahiti | 0   | 2 | 0 | 0 | 2 | 18     | 134    | -116  |

Samoa Bowl Junior
 Samoa Américains (7) : 2004, 2008, 2009, 2010, 2011, 2012, 2014
 Hawaï (3) : 2005, 2007, 2013
 Australie (0) :

## Résultats des pays d'Océanie par compétition international
Coupe du monde de football américain
| Édition | Équipe !! Classement |    |
| ------- | -------------------- | -- |
| 1999    | Australie            | 5e |
| 2011    | Australie            | 8e |
| 2015    | Australie            | 5e |

Coupe du monde féminine de football américain
| Édition | Équipe !! Classement |    |
| ------- | -------------------- | -- |
| 2017    | Australie            | 6e |

Coupe du monde Junior de football américain
| Édition | Équipe !! Classement |    |
| ------- | -------------------- | -- |
| 2009    | Nouvelle-Zélande     | 8e |
| 2012    | Samoa Américains     | 5e |
| 2016    | Australie            | 6e |

Football Américain aux Jeux Mondiaux
| Édition | Équipe !! Classement |    |
| ------- | -------------------- | -- |
| 2005    | Australie            | 4e |

Tri Nations 2009
| \| Place \| Équipe \| Pts \| J \| V \| N \| D \| Buts + \| Buts - \| Diff. \| \| ----- \| --------------- \| --- \| - \| - \| - \| - \| ------ \| ------ \| ----- \| \| 1er \| Suède \| 3 \| 2 \| 1 \| 0 \| 1 \| 41 \| 34 \| +7 \| \| 2e \| Grande-Bretagne \| 3 \| 2 \| 1 \| 0 \| 1 \| 34 \| 27 \| +7 \| \| 3e \| Australie \| 3 \| 2 \| 1 \| 0 \| 1 \| 20 \| 34 \| -14 \| | Loughborough : Grande-Bretagne 31 - 07 Suède Loughborough : Grande-Bretagne 03 - 20 Australie Loughborough : Australie 00 - 34 Suède |     |   |   |   |   |        |        |       |
| Place | Équipe | Pts | J | V | N | D | Buts + | Buts - | Diff. |
| 1er | Suède | 3   | 2 | 1 | 0 | 1 | 41     | 34     | +7    |
| 2e | Grande-Bretagne | 3   | 2 | 1 | 0 | 1 | 34     | 27     | +7    |
| 3e | Australie | 3   | 2 | 1 | 0 | 1 | 20     | 34     | -14   |